# Carol Reed
Carol Reed (Londres, 30 de diciembre de 1906 – ibídem, 25 de abril de 1976) fue un director de cine inglés, conocido por sus películas El tercer hombre, El tormento y el éxtasis y el musical Oliver, por el que ganó un Óscar al mejor director.

## Infancia y primeros años
Carol Reed fue un hijo ilegítimo de Herbert Beerbohm Tree —gran actor, empresario y fundador de la Real Academia de Arte Dramático—, y de su criada, May Pinney Reed. Fue el segundo de los seis hijos de la pareja, que hizo una vida paralela al matrimonio de Berblohm. Por eso y gracias al sustento de su padre, tuvo una infancia holgada y pudo ser educado en el King's School de Canterbury.
Reed quería seguir la estela de su padre y ser actor. Pero su madre lo envió a Massachusetts para trabajar con su tío en una granja avícola en 1922. De todas maneras, no duró mucho ya que, a los seis meses, regresó a Londres. Con esta actitud, su madre cedió y Carol Reed se unió a la compañía de Dame Sybil Thorndike, haciendo su estreno en ella en 1924.
En 1927, Reed se unió al grupo que Edgar Wallace, afamado escritor de intriga, formó para hacer adaptaciones teatrales y cinematográifcas de sus novelas. Cuando Wallace aceptó la dirección de la British Lion Film Corporation en 1927, Reed se convirtió en un asistente personal, supervisando adaptaciones cinematográficas de Wallace y aprendiendo los entresijos internos del mundo del cine. Incluso, actuó en The Flying squad de Arthur Maude (1929). Tras la muerte de Wallace de neumonía, Reed fichó por la Ealing Studios como director de diálogos y ayudante de dirección de Basil Dean.

## Inicios como director
En los Ealing Studios Reed se estrenó como director. Su primer título fue Sucedió en París (It Happened in Paris) (1935), una comedia codirigida con Robert Wyler (hermano mayor de William Wyler), y en 1936 dirigió su primer film en solitario, Midshipman Easy (1936), adaptación de la novela de las aventuras del Capitán Mirray.
Con este film, recibió elogios de Graham Greene, quien se convirtió en un futuro colaborador de Reed. Greene, por aquel entonces periodista de The Spectator, dijo que Reed "tiene más talento que la gran mayoría de directores veteranos de Inglaterra". Los parabienes de Greene se hicieron aún más elocuentes después del segundo film de Reed Laburnum Grove (1936), adaptación de una comedia de J.B. Priestley.
Los siguientes trabajos, entre 1936 y 1938, fueron un puñado de películas de secundarios o menores encargos de la productora. Pero en 1938, llegó uno de sus primeras obras de nivel, El amor manda (Bank Holiday) donde fue considerado por derecho propio uno de los jóvenes valores más prometedores de la industria británica. El amor manda es un excelente retrato realista de la clase obrera; además incorporó la innovación del rodaje en exteriores, algo inusual por aquellos tiempos en el cine británico.
En 1939, rodó Cuidado con lo que haces (Climbing High), protagonizada por Jessie Matthews y Michael Redgrave. Por aquel entonces, era evidente el desagrado de Reed por rodar este tipo de películas.
De todas maneras, la influencia del cine realista de Reed se vio inmediatamente en su siguiente película The Stars Look Down (1939), adaptación de la popular novela de A. J. Cronin y nuevamente con Michael Redgrave como protagonista. El argumento es típico del Carol Reed de la época: un joven idealista hijo de minero que consigue un asiento en el Parlamento y se enfrenta al resto del Parlamento para acusar a los propietarios de las minas sobre la situación de sus empleados. De hecho, en la película aparecen imágenes de G. W. Pabst Kameradschaft (1931), y que reflejan muy a las claras la influencia del joven director británico en esa época.

## Primeros éxitos y la experiencia de la guerra
En la década de los 40, Reed dio un giro a su filmografía que le llevó a ser (junto a Alfred Hitchcock) uno de los directores más afamados de Gran Bretaña. De hecho, su siguiente película Tren nocturno a Múnich (Night Train to Munich) (1940) es una clara influencia hitchcockiana. Se trata de una comedia de intriga, protagonizada por Rex Harrison. Harrison interpreta a un espía británico que se filtra en Alemania como oficial nazi y debe encontrar a la hija de un científico checo. En ese mismo tren, viajan dos entusiastas del cricket (Basil Radford y Naunton Wayne), que dan la nota cómica de la película. De todas maneras, en esa película, Reed cambió de registro y mostró la purga nazi de intelectuales checos, que en esos momentos estaba haciendo Adolf Hitler.
Tren nocturno a Múnich y The Stars Look Down fueron muy bien recibidas tanto por el público británico como por el norteamericano. Este hecho hizo que Reed tuviera un poco más de control tanto del material que podía dirigir así como una elección más personal de sus próximos proyectos. Así pues, Reed empezó a explorar el género de la intriga.
Pero sus siguientes películas no fueron de la calidad de las anteriores. The Girl in the News (1941) un thriller con poco sustento, Kipps (1941), una novela de H. G. Wells casi autobiográfica y El vencedor de Napoleón (The Young Mr. Pitt) (1942), una obra de propaganda donde comparó a Napoleón con Hitler, ponen bien a las claras que Carol Reed caminaba sin mucho sentido por el camino del drama. Pero, a pesar de ser películas de segundo plano en la filmografía de Reed, se ven destellos del genio y de su mano derecha a la hora de conseguir lo mejor de cada actor, conociendo perfectamente el trabajo de ellos por su etapa con la compañía de Dame Sybil Thorndike.
Después de estos proyectos, Reed se alistó en la British Army para luchar en la Segunda Guerra Mundial. Durante esos años se enriqueció con muchas experiencias que le servirán en su futuro para sus filmes. Además, trabajó en la Army Kinematograph Service y dirigió películas de propaganda como The Way Ahead (1944), con David Niven, así como una codirección con Garson Kanin, The True Glory (1945), que ganó el Óscar al mejor documental.

## Finales de los 40. El mundo conoce a Carol Reed
Una vez acabada la Guerra, llegaron los éxitos mundiales de Reed. El primero de ellos sería Larga es la noche (Odd Man Out) (1947), una soberbia película mezcla de drama e intriga donde se narra los últimos días de un activista del IRA (James Mason). Larga es la noche situó a Reed, con todos los derechos, como uno de los grandes directores de la década.
Pero aún estaban por llegar otras grandes obras maestras del genio londinense. El éxito de Larga es la noche provocó que Reed se asociara con Alexander Korda para fundar London Films, productora de gran empuje futuro. El buen entendimiento entre los dos directores hizo que Reed viviera una de sus mejores épocas como director y, a partir de entonces, productor de sus propios filmes.
A esta asociación se unió Graham Greene y juntos crearon el siguiente film de Reed El ídolo caído (The Fallen Idol) (1948), basada en un relato breve de Greene. En él se narra la vida del matrimonio Baines (Ralph Richardson y Sonia Dresdel) que cuidan del pequeño hijo del embajador francés en Londres, Philip. El señor Baines y el pequeño son dos compañeros inseparables, cosa que no ocurre con ella, ya que se comporta de una manera autoritaria. Baines se enamora de una secretaria de la embajada, Julie (Michèle Morgan), y su mujer se entera por la indiscreción de Philip. La película le valió a Reed el León de Oro del Festival de Venecia, así como varias nominaciones para los Óscar (entre ellas, las de mejor director y mejor guion original a Graham Greene).

### El tercer hombre: Reed, en la historia del cine
Después del éxito de El ídolo caído, llegaría uno de los momentos culminantes de la filmografía de Carol Reed. Nuevamente con guion original de Graham Greene, en 1949 se embarca en la realización de El tercer hombre (The Third Man) y que a la postre se convirtió en uno de los clásicos de la historia del cine, por sus imágenes y su modo de narrar.
En ese film, un escritor de novelas, (Joseph Cotten), viaja a la Viena dividida por los aliados tras la guerra, para visitar a un amigo (Orson Welles); pero al llegar a la ciudad, se entera de que este ha muerto en un extraño accidente de tráfico y conoce a la mujer que le amaba. Aparte de la solidez de la historia y del guion de Graham Greene, el valor cinematográfico de El tercer hombre es espectacular. Por un lado, este relato de suspense es una perfecta postal de la Viena de posguerra, y en general de cualquier ciudad del derrocado Tercer Reich.
Por otro lado, la colaboración de Orson Welles en la película parece evidente. De hecho, el famoso diálogo del "reloj de cuco" es atribuible a él, según palabras de Reed y Greene. Welles tuvo problemas con sus producciones en Hollywood y decidió dar el salto a Europa para conseguir dinero para sus diferentes proyectos. Su primera aparición en pantalla (el movimiento de una lámpara que muestra a Harry Lime ante la sorprendida cara de Cotten) ha sido considerada como la mejor presentación de un personaje en la historia del cine. Tampoco se tiene que olvidar la persecución en los alcantarillados de Viena, donde la película alcanza su cenit ante la excelente actuación de Welles. Por todo ello, la película fue considerada la mejor película británica de la historia del cine.
Carol Reed no consiguió el Óscar, a pesar de estar nominado, pero sí que consiguió el premio del Festival de Cannes por ese film.

## La crisis creativa de los 50
Contrariamente a lo que se cabría imaginarse, el rodaje y proyección de El tercer hombre no vino acompañado de una evolución positiva (tanto comercial como de autor) en su filmografía.
Después del gran clásico, Reed se embarcó en diferentes proyectos más bien desafortunados: Desterrado en las islas (A Outcast of the Islands, 1951), Se interpone un hombre o El otro hombre (The Man Between, 1952), que se desarrolla en el Berlín de posguerra, o El niño y el unicornio (A Kid for Two Farthings, 1955) y La llave (The Key, 1958). Incluso, Reed probó fortuna en Hollywood con la película Trapecio (Trapeze, 1956), interpretado por Tony Curtis, Burt Lancaster y Gina Lollobrigida.
En plena crisis de su carrera, fue nuevamente la colaboración de Graham Greene la que salvaría la caída en picado de Reed. En 1959, realizó Nuestro hombre en La Habana (Our Man in Havana), un sensacional relato de espionaje a medio camino de la comedia basado en una nueva novela suya. Fueron magistrales las actuaciones de Alec Guinness, Burl Ives, Maureen O'Hara y, de nuevo, Ralph Richardson.
En 1963 rodó en Málaga una película de intriga, The running man (traducida en España como El precio de una muerte) que muestra cómo se veía la ciudad en esos años como objeto turístico, y para la que contrató una panda de Verdiales como ambientación.
Gracias al éxito de Nuestro hombre en La Habana, Hollywood volvió a acordarse de él y volvió a darle encargos de mérito. El primero de ellos fue Rebelión a bordo (Mutiny on the Bounty, 1962). Pero la fuerte personalidad de Marlon Brando y el completo poder que este obtuvo de la Metro Goldwyn Mayer chocaron frontalmente con la de Reed, quien a los tres meses abandonó el rodaje y ya no volvió a retomarlo, asumiendo finalmente Lewis Milestone la dirección de la película.
De todas maneras, Hollywood le dio otra oportunidad con la dirección de El tormento y el éxtasis (The Agony and the Ecstasy) (1965), una excelente adaptación de la novela histórica de Irving Stone sobre la creación de la Capilla Sixtina a cargo de Miguel Ángel (Charlton Heston) y sobre la relación de amor y odio entre el artista y el Papa que le encarga el trabajo, Julio II (Rex Harrison). A pesar del excelente reparto, El tormento y el éxtasis no tuvo la acogida del público que se esperaba. Posiblemente porque las películas épicas, curiosamente muchas de ellas protagonizadas por Heston, ya no eran del agrado del público.

## Oliver, y obra final
A finales de los 60, Reed realizó su última gran colaboración al mundo del cine. Se trató de Oliver! (1968), un exuberante musical sobre el clásico de Charles Dickens, que ganó seis Óscars de la Academia, entre ellos el de mejor director. Precisamente uno de los protagonistas era Oliver Reed, su sobrino.
Sus últimas obras fueron Flap (1970) y Follow Me (1972) antes de morir en su mansión londinense de Chelsea en 1976 a causa de un infarto, a la edad de 69 años.

## Filmografía
| Título en español               | Título en original        | Año  |
| ------------------------------- | ------------------------- | ---- |
| Sucedió en París                | It Happened in Paris      | 1935 |
| Midshipman Easy                 | Midshipman Easy           | 1936 |
| Laburnum Grove                  | Laburnum Grove            | 1936 |
| Talk of the Devil               | Talk of the Devil         | 1937 |
| Dime con quién andas            | Who's Your Lady Friend?   | 1937 |
| El amor manda                   | Bank Holiday              | 1938 |
| Penny Paradise                  | Penny Paradise            | 1938 |
| Cuidado con lo que haces        | Climbing High             | 1939 |
| Las estrellas miran hacia abajo | The Stars Look Down       | 1939 |
| A Girl Must Live                | A Girl Must Live          | 1939 |
| Tren nocturno a Múnich          | Night Train to Munich     | 1940 |
| Su nombre en los periódicos     | Girl in the News          | 1941 |
| Kipps                           | Kipps                     | 1941 |
| A Letter from Home              | A Letter from Home        | 1941 |
| El vencedor de Napoleón         | The Young Mr. Pitt        | 1942 |
| The New Lot                     | The New Lot               | 1943 |
| The Way Ahead                   | The Way Ahead             | 1944 |
| The True Glory                  | The True Glory            | 1945 |
| Larga es la noche               | Odd Man Out               | 1947 |
| El ídolo caído                  | The Fallen Idol           | 1948 |
| El tercer hombre                | The third man             | 1949 |
| Men of the Sea                  | Men of the Sea            | 1951 |
| Desterrado de las islas         | Outcast of the Islands    | 1952 |
| Se interpone un hombre          | The Man Between           | 1953 |
| El niño y el unicornio          | A Kid for Two Farthings   | 1955 |
| Trapecio                        | Trapeze                   | 1956 |
| La llave                        | The Key                   | 1958 |
| Nuestro hombre en La Habana     | Our Man in Havana         | 1959 |
| El precio de una muerte         | The running man           | 1963 |
| El tormento y el éxtasis        | The Agony and the Ecstasy | 1965 |
| Oliver!                         | Oliver!                   | 1968 |
| El indio altivo                 | Flap                      | 1970 |
| Sígueme                         | 'Follow Me                | 1972 |

## Premios y distinciones
Premios Óscar
| Año  | Categoría      | Película         | Resultado |
| ---- | -------------- | ---------------- | --------- |
| 1950 | Mejor director | El ídolo caído   | Nominado  |
| 1951 | Mejor director | El tercer hombre | Nominado  |
| 1969 | Mejor director | Oliver!          | Ganador   |

Festival Internacional de Cine de Cannes
| Año  | Categoría                | Película         | Resultado |
| ---- | ------------------------ | ---------------- | --------- |
| 1949 | Gran Premio del Festival | El tercer hombre | Ganador   |

Festival Internacional de Cine de Berlín
| Año  | Categoría                     | Película | Resultado |
| ---- | ----------------------------- | -------- | --------- |
| 1956 | Oso de Bronce de la audiencia | Trapecio | Ganador   |